# Biblioteka Narodowa i Archiwum Egiptu
Biblioteka Narodowa i Archiwum Egiptu (arab. ‏دار الكتب والوثائق القومية‎ Dār al-Kutub wa-al-Waṯāʾiq al-Qawmiyya) – egipska instytucja narodowa łącząca funkcje biblioteki narodowej i archiwum państwowego, której celem jest pozyskiwanie i przechowywanie archiwaliów krajowych. Jest najstarszą i zarazem największą biblioteką państwową w Egipcie.

## Historia
Pierwsze biblioteki na terenie Egiptu powstały w starożytności: w świątyniach przechowywano kolekcje papirusów, zaś w III w. p.n.e. powstała największa biblioteka świata starożytnego – Biblioteka Aleksandryjska. Po podboju Egiptu przez Arabów w VII w. i islamizacji kraju powstało wiele bibliotek przy meczetach. W X w. utworzono bibliotekę przy meczecie Al-Azhar w Kairze, a w wieku XI bibliotekę publiczną Dar al-Ilm (pol. „Dom Wiedzy”), która była jedną z największych w ówczesnym świecie islamu. W XIX w. zaczęły powstawać drukarnie, co przyczyniło się do zwiększenia dostępności książek i rozwoju bibliotek.
W 1870 roku z inicjatywy ówczesnego ministra ds. robót publicznych i edukacji Alego Mubaraka powstała biblioteka narodowa. Była to pierwsza tego typu instytucja w świecie arabskim. Mubarak doprowadził do zgromadzenia w jednym miejscu zbiorów z archiwów instytucji państwowych oraz z bibliotek przy meczetach i szkołach. Zapobiegło to dalszemu rozpraszaniu dokumentów historycznych i ich wywozowi za granicę. Początkowo biblioteka mieściła się w pałacu Isma’ila Paszy – wicekróla Egiptu w latach 1863–1879. W 1904 roku została przeniesiona do nowej siedziby w Bab al-Chalk. Nazywana była Biblioteką Kedywa, Biblioteką Narodową lub Biblioteką Egipską – od rewolucji w 1952 roku nazywana jest Dar al-Kutub.
Od 1956 roku biblioteka wydaje bibliografię narodową, a od 1970 roku koncentruje się przede wszystkim na badaniach i konserwacji zbiorów. W 1971 roku biblioteka otrzymała nowoczesny budynek nad Nilem w dzielnicy Bulak, by móc odpowiednio przechowywać swoje zbiory.
W 1993 roku dekretem prezydenckim nr 176 utworzono Generalny Urząd ds. Biblioteki Narodowej i Archiwum, w ramach którego działa szereg ośrodków archiwizujących i konserwatorskich.

## Zbiory
Placówka otrzymuje egzemplarz obowiązkowy wszystkich publikacji drukowanych w Egipcie. Wielkość jej zbiorów szacuje się na 2–4 miliony woluminów, z czego nieco ponad 57 tys. to manuskrypty arabskie.
W zbiorach placówki znajdują się m.in. dokumenty wpisane na listę UNESCO „Pamięć Świata” (Memory of the World), obejmującą najcenniejsze zabytki światowego piśmiennictwa:
- zbiór 71 bogato iluminowanych manuskryptów perskich z okresu XIV–XIX w.[5]
- zbiór 140 manuskryptów z okresu dynastii Mameluków (1250–1517)[6]
- zbiór 120 dokumentów spisanych na pergaminie poświadczających tytuły własności książąt i sułtanów egipskich z lat 970–1517[7]